# Klarinetconcert (Mozart)
Het Klarinetconcert in A majeur, KV 622, is een compositie van Wolfgang Amadeus Mozart voor klarinet en orkest. Het werd in 1791 geschreven voor klarinettist Anton Stadler, en is daarmee een van de laatste voltooide werken van Mozart, die in december van dat jaar overleed. Het bestaat uit drie delen:
1. Allegro
2. Adagio
3. Rondo. Allegro

Het stuk werd oorspronkelijk geschreven voor de door Anton Stadler zelf gewijzigde klarinet, die de toonomvang van zijn instrument in het lage register had uitgebreid. Dit zou later de bassetklarinet worden, met een lager bereik dan de reguliere klarinet, maar deze was toen nog niet in zwang. Om het stuk toch toegankelijk te maken voor bespelers van de gewone klarinet, besloot Mozarts uitgever om een versie te publiceren waarin de lage noten werden geoctaveerd naar een regulier bereik. Het origineel ging daarna verloren. Pas in het midden van de twintigste eeuw werd ontdekt dat de gepubliceerde uitgave niet het origineel was, en werden pogingen gedaan om het originele werk te reconstrueren.
Het bekendste gedeelte van het klarinetconcert is het Adagio, dat meerdere keren als filmmuziek werd gebruikt, bijvoorbeeld in de soundtrack van Out of Africa.